# S/2021 N 1
S/2021 N 1 — найменший, найслабший і найвіддаленіший із відомих природних супутників Нептуна з діаметром приблизно 16—25 км. Він був відкритий 7 вересня 2021 року Скоттом Шеппардом, Девідом Толеном, Чедом Трухільо та Патріком Лікавкою за допомогою 8,2-метрового телескопа Субару на горі Мауна-Кея на Гаваях, а оголошено про відкриття було 23 лютого 2024 року. Він обертається навколо Нептуна в ретроградному напрямку на середній відстані понад 50 млн км від планети і робить один оберт приблизно за 27 земних років, — це найбільша орбітальна відстань і період обертання серед усіх відомих супутників у Сонячній системі.

## Відкриття
S/2021 N 1 вперше спостерігали 7 вересня 2021 року Скотт Шеппард і його співробітники під час пошуку нерегулярних супутників Нептуна за допомогою 8,2-метрового телескопа Субару на горі Мауна-Кеа на Гаваях. Команда Шеппарда змогла виявити цей слабкий супутник за допомогою техніки зсуву й додавання: вони отримали багато зображень з довгою експозицією, зсунули їх відповідно до руху Нептуна, а потім додали їх разом, щоб створити одне глибоке зображення, яке показувало б нерухомі Нептун і супутники на фоні рухомих зір і галактик. Застосування техніки зсуву й додавання до телескопів із дуже великою апертурою, таких як Субару, дало команді Шеппарда змогу бачити тьмяніші об'єкти, ніж у попередніх дослідженнях.
З вересня 2021 року по листопад 2023 року Шеппард проводив подальші спостереження S/2021 N 1 за допомогою інших широкоапертурних телескопів по всьому світу, серед яких 6,5-метровий телескоп Бааде (один із двох Магелланових телескопів) в обсерваторії Лас-Кампанас, 8,2-метровий Дуже великий телескоп Європейської південної обсерваторії та 8,1-метровий північний телескоп Джеміні в обсерваторії Мауна-Кеа. Такі спостереження дозволили йому визначити орбіту супутника та переконатися, що він надалі не загубиться. S/2021 N 1 і S/2002 N 5, ще один нерегулярний супутник Нептуна, відкритий командою Шеппарда, були підтверджені та оголошені Центром малих планет 23 лютого 2024 року, збільшивши число відомих супутників Нептуна з 14 до 16.

## Орбіта

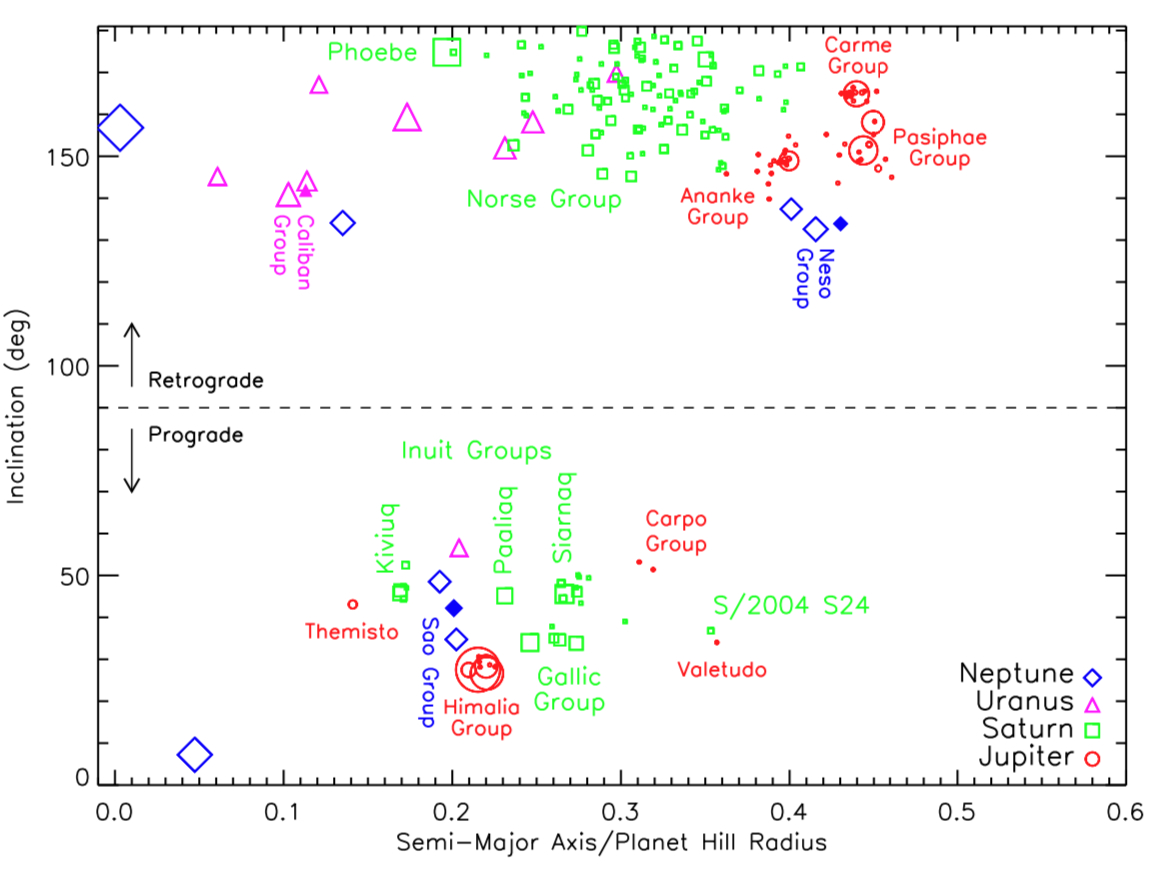
Нерегулярні супутники Юпітера (червоний), Сатурна (зелений), Урана (фіолетовий) і Нептуна (синій; включно з Тритоном). По горизонталі відкладена велика піввісь орбіти (як частка радіуса сфери Гілла), по вертикалі — нахил орбіти від екліптики. Відносні розміри супутників показані розміром їхніх символів.

S/2021 N 1 є нерегулярним супутником Нептуна, оскільки він має віддалену, дуже еліптичну та сильно нахилену орбіту. Через велику віддаленість від планети нерегулярні супутники слабко пов'язані силою тяжіння Нептуна, тому їх орбіти сильно збурюються гравітацією Сонця та інших планет:2. Це призводить до значних змін в орбітах нерегулярних супутників протягом коротких періодів часу, і проста еліптична кеплерівська орбіта не може точно описати довгострокові орбітальні рухи нерегулярних супутників. Натомість для більш точного опису орбіт нерегулярних супутників використовуються власні елементи орбіти, які обчислюються шляхом усереднення збуреної орбіти за тривалий період часу:4.
За 800-річний проміжок часу з 1600 до 2400 року середня велика піввісь S/2021 N 1 або орбітальна відстань від Нептуна становить 50,7 млн км, а середній орбітальний період — 27,5 земних років. Обидві ці параметри є більшими, ніж у супутника Нептуна Несо (49,9 млн км; 26,8 року), що робить S/2021 N 1 новим рекордсменом за найбільшою орбітальною відстанню та періодом серед усіх відомих супутників у Сонячній системі. Для порівняння, планета Меркурій має середню відстань від Сонця 57,9 млн км, що лише на 14 % більше, ніж середня відстань S/2021 N 1 від Нептуна. Надзвичайна орбітальна відстань S/2021 N 1 можлива завдяки великому розміру сфери Гілла Нептуна, яка простягається приблизно на 115 млн км:262. Середня велика піввісь S/2021 N 1 становить приблизно 44 % радіуса Гілла Нептуна (супутники Юпітера з груп Карме та Пасіфе обертаються на більшому відсотку від радіуса Гілла своєї планети).
S/2021 N 1 має середній ексцентриситет орбіти 0,50 і середній нахил 135° відносно екліптики. Оскільки нахил орбіти S/2021 N 1 перевищує 90°, супутник має ретроградну орбіту, тобто він обертається в напрямку, протилежному орбіті Нептуна навколо Сонця. Через збурення орбітальні елементи S/2021 N 1 коливаються з часом: його велика піввісь може коливатися від 49 до 53 млн км, ексцентриситет від 0,32 до 0,70, а нахил від 129° до 139°.
У вересні 2017 року S/2021 N 1 пройшов перицентр своєї орбіти — найближчу до Нептуна точку на відстані приблизно 27,1 млн км (0,181 а.о.). А розраховані проходження апоцентра (найдальшої від Нептуна точки орбіти) припадають на листопад 2002 року (відстань до планети близько 76,6 млн км, або 0,512 а.о.) і березень 2032 року (відстань близько 74,8 млн км, або 0,5 а.о.). Ця різниця в апоцентричних відстанях зумовлена збуреннями орбіти супутника.
Орбіта S/2021 N 1 демонструє вузлову прецесію із середнім періодом близько 900 земних років, але не демонструє апсидальної прецесії. Натомість аргумент перицентра орбіти S/2021 N 1 періодично лібрує навколо 90°, що є поведінкою, яку поділяють Несо та Сао:7. Така поведінка зумовлена резонансом Лідова — Козаї. Резонанс Лідова — Козаї викликає періодичні обміни між ексцентриситетом і нахилом: наприклад, коли орбіта S/2021 N 1 стає більш ексцентричною, її орбіта стає менш нахиленою, і навпаки:1.
S/2021 N 1 є частиною групи Несо, скупчення віддалених ретроградних нерегулярних супутників Нептуна, до складу якого входять Псамата та сам Несо. Супутники групи Несо мають орбітальні елементи з великими півосями 46—51 млн км, ексцентриситети між 0,4 і 0,5 і нахилами між 125° і 140°. Як і всі інші групи нерегулярних супутників, група Несо, ймовірно, утворилася в результаті руйнування більшого захопленого супутника Нептуна через зіткнення з астероїдами й кометами, які залишили багато уламків на схожих орбітах навколо Нептуна.

## Фізичні характеристики
S/2021 N 1 надзвичайно тьмяний, його середня видима зоряна величина становить лише 27. Це знаходиться близько до меж чутливості деяких найбільших телескопів на Землі, таких як телескоп Субару:266. Це найтьмяніший супутник Нептуна, виявлений станом на 2024 рік. Про фізичні властивості S/2021 N 1 не відомо нічого, крім його абсолютної зоряної величини 12,1, яка може бути використана для оцінки діаметра супутника. Припускаючи геометричне альбедо в діапазоні 0,04—0,10, що є типовим для більшості нерегулярних супутників, S/2021 N 1 має діаметр в діапазоні 16—25 км.

## Виноски
1. ↑  Діаметр (у км) обчислюється з абсолютної зоряної величини (H) і геометричного альбедо (p) за формулою {\displaystyle D={\frac {1329}{\sqrt {p}}}\times 10^{-0,2H}}[15]. Для H=12,1 і альбедо в діапазоні 0,04–0,10, діапазон діаметрів становить 16-25 км.